# Kupienin (przystanek kolejowy)
Kupienin – nieczynny przystanek kolejowy w Kupieninie, w województwie małopolskim, w Polsce, na linii Tarnów – Szczucin koło Tarnowa. Znajduje się tu 1 peron.